# Land Raiders
Land Raiders es una película estadounidense de 1970 dirigida por Nathan Juran y protagonizada por Telly Savalas, George Maharis, Arlene Dahl y Janet Landgard. Fue producido por Charles H. Schneer, mejor conocido por producir la mayoría de las películas de Ray Harryhausen, tres de las cuales también fueron dirigidas por Juran.

## Trama
En la ciudad de Forge River, en Arizona, en la década de 1870, el magnate ganadero Vince Carden (Telly Savalas) está distanciado de su hermano, Paul (George Maharis). Los hombres son de ascendencia mexicana pero Vince ha renunciado a esa parte de su herencia. Vince odia a los nativos americanos y paga recompensas por el cuero cabelludo de los indios, luego se beneficia económicamente al poder comprar la tierra barata causada por los conflictos y el derramamiento de sangre. Paul está sin rumbo, atormentado por un romance pasado que terminó con la muerte de su amante, de la que algunas personas creen que él fue el responsable.
Una caravana a la que se une Paul es atacada por valientes en represalia por una redada que fue fermentada por Vince. El único superviviente además de Paul es una mujer que regresa a casa después de su educación en el este. Más tarde, Vince organiza el asesinato de un negociador enviado desde Washington para concertar un acuerdo de reparto de tierras con los indios, de una manera que se culpará a los indios. Paul es testigo del ataque pero, cuando la gente del pueblo se reúne para decidir qué hacer al respecto, no les dice explícitamente lo que vio.
Vince insta a un ataque total contra una aldea india en gran parte indefensa. El sheriff de la ciudad está en la nómina de Vince, y el comandante del fuerte cercano está de acuerdo con el plan de Vince. La masacre que sigue provoca un asalto masivo de represalia en Forge River por parte de los indios, quienes de alguna manera saben que las maquinaciones de Vince son responsables de sus problemas.

## Elenco
- Telly Savalas como Vince Cardenas
- George Maharis como Paul Cardenas
- Arlene Dahl como Martha Cardenas
- Janet Landgard como Kate Mayfield
- Guy Rolfe como Major Tanner
- Paul Picerni como Carney / Arturo (como H.P. Picerni)
- Phil Brown como Sheriff John Mayfield
- George Coulouris como Cardenas
- Jocelyn Lane como Luisa Rojas
- Fernando Rey como Priet
- Robert Carricart como Julio Rojas
- John Clark como Ace
- Charles Stalnaker como Frank Willis
- Marcella St. Amant como Luisa Montoya
- Gustavo Rojo como Indio